# Murray Mendenhall
Murray Joseph Mendenhall (Amo, Indiana, 5 de marzo de 1898-27 de julio de 1972) fue un entrenador  de baloncesto estadounidense que dirigió durante dos temporadas a los Fort Wayne Pistons de la NBA, además de tener previamente una exitosa carrera en high school y en la NBL, donde se proclamó campeón con los Anderson Packers.

## Trayectoria deportiva

### Universidad
Jugó durante tres temporadas con los Tigers de la Universidad DePauw, y durante todo ese periodo el equipo perdió únicamente 8 partidos, destacando victorias sobre universidades de primer nivel como Indiana, Purdue o Notre Dame. Además del baloncesto, se hizo cargo también de los equipos de béisbol, atletismo y fútbol americano.

### Entrenador
Comenzó su carrera de entrenador en 1924 en el instituto Fort Wayne Central, donde pasó 23 temporadas, en las que consiguió 418 victorias por 153 derrotas, logrando el campeonato estatal en 1943.
En 1946 se crearon los Anderson Duffey Packers para competir en la NBL, y Mendenhall fue contratado como entrenador. Tras dos años con buenos resultados, en la temporada 1948-49 acabaron primeros en la temporada regular, con 49 victorias y 15 derrotas, alcanzando la final en la que derrotaron a los Oshkosh All-Stars, siendo elegido Entrenador del Año.
Al término de esa temporada, Anderson y otras franquicias de la liga se fusionaron con la BAA para formar la NBA, pero Mendenhall fichó por los Fort Wayne Pistons. En su primera temporada alcanzaron las finales de División, en las que cayeron ante Minneapolis Lakers, mientras que al año siguiente no consiguieron pasar de la primera ronda de los playoffs, perdiendo contra Rochester Royals.

## Estadísticas como entrenador en la NBA
| Equipo             | Temp.   | P   | V  | D  | %V-D | Finalizó | PP | VP | DP | %V-DP | Resultado                         |
| ------------------ | ------- | --- | -- | -- | ---- | -------- | -- | -- | -- | ----- | --------------------------------- |
| Fort Wayne Pistons | 1949-50 | 68  | 40 | 28 | .588 |          | 4  | 2  | 2  | .500  | Pierde en Finales de División     |
| Fort Wayne Pistons | 1950-51 | 68  | 32 | 36 | .471 |          | 3  | 1  | 2  | .333  | Pierde en Semifinales de División |
| Total              |         | 136 | 72 | 64 | .529 |          | 7  | 3  | 4  | .429  |                                   |